# Konventionen om rättigheter för personer med funktionsnedsättning

Underteckning och ratificering av konventionen
Stater som ratificerat konventionen
Stater som undertecknat men inte ratificerat
Stater som varken ratificerat eller undertecknat

Konventionen om rättigheter för personer med funktionsnedsättning eller Funktionsrättskonventionen antogs av Förenta nationernas (FN) generalförsamling den 13 december 2006. I Sverige antog riksdagen konventionen två år senare den 13 november 2008. Konventionen trädde i kraft i Sverige den 14 januari 2009. Till och med februari 2025 har 164 stater undertecknat och 192 stater ratificerat konventionen. USA undertecknade konventionen den 30 juli 2009, vilket anses vara ett tecken på en positivare inställning till FN. Allt fler stater ratificerar konventionen och tilläggsprotokollet. Den 23 december blev EU den första region som ratificerat en konvention.
När en stat har ratificerat konventionen, dvs. åtagit sig att följa den, är den juridiskt bindande. För att ratificera en konvention ska landets lagstiftning stämma med de krav som en konvention ställer. Detsamma gäller hur lagarna tillämpas. Annars begår landet konventionsbrott. Ratificeringsprocessen pågår i många länder. Europeiska unionen beslutade den 23 december 2010 att ratificera konventionen.

## Översikt
Konventionen har en inledning som följs av 50 artiklar. 
Artiklarna 1-4 handlar om grundläggande principer.
I artikel 1 beskrivs syftet att främja, skydda och säkerställa att personer med funktionsnedsättning får full och lika tillgång till sina mänskliga rättigheter. I artikel 1 punkt 2 står det vilka som omfattas av konventionen: ”Personer med funktionsnedsättning innefattar bland annat personer med varaktiga fysiska, psykiska, intellektuella eller sensoriska funktionsnedsättningar, vilka i samspel med olika hinder kan motverka deras fulla och verkliga deltagande i samhället på lika villkor som andra.”
Artikel 2 tar upp definitioner om "kommunikation" innefattande punktskrift; kompletterande och alternativa former, media och format, klarspråk och informationsteknik; språk innefattande teckenspråk och andra former av icke talade språk; diskriminering på grund av funktionsnedsättning, "skälig anpassning", och "universell utformning". Artikel 3 listar allmänna principer som ska tolkas in i alla rättighetsartiklarna. Det handlar bland annat om respekt för lika värde och självständighet, tillgänglighet och mänsklig mångfald. Artikel 4 tar upp allmänna åtaganden. En stat som har antagit konventionen åtar sig att respektera, skydda och främja rättigheterna. I artikel 4 punkt 3 står att staterna aktivt ska samråda med och involvera organisationer som företräder människor med funktionsnedsättning.

### Rättighetsartiklar
Artiklarna 5–30 är rättighetsartiklar som i flera fall speglar rättigheter i andra FN-konventioner. De täcker flera områden bland annat integritet, hälsa, utbildning, familjeliv, arbete, rättsligt skydd, sport och fritid. 
Särskilda skyldigheter att se till att de kan genomföras fullt ut av personer med funktionsnedsättning.
Artiklarna 5–9 tar upp övergripande områden som är viktiga för förverkligandet av alla rättigheter. Det finns skarpa formuleringar om omedelbara, effektiva och ändamålsenliga åtgärder för att öka medvetenheten om de mänskliga rättigheterna för personer med funktionshinder (artikel 8) och tillgänglighet  (artikel 9) - en förutsättning för att alla rättigheter ska kunna bli verklighet. Det likhet inför lagen och rättshandlingsförmåga (artikel 12). Och rättigheterna till skydd för den personliga integriteten (artikel 17).
Rättigheterna omfattar även rätten att leva självständigt och ingå i samhället (artikel 19), till personlig rörlighet (artikel 20), habilitering och rehabilitering (artikel 27), rätten till en tillfredsställande levnadsstandard (artikel 28) och deltagande i det politiska och offentliga livet, och kulturliv, rekreation och sport, däribland möjlighet att utveckla och använda sin kreativa, artistiska och intellektuella förmåga, inte endast i eget intresse utan även för samhällets berikande, och rätt till erkännande av och stöd för sin särskilda kulturella och språkliga identitet, däribland teckenspråk och dövas kultur. (artiklarna 29 och 30). 
Artiklarna 31–50 är procedurregler som beskriver genomförande, uppföljning och övervakning av konventionen.

### Övervakning och frivilligt tilläggsprotokoll
Varje stat ska samordna frågor som rör förverkligande av konventionen inom olika sektorer och på olika plan på regeringsnivå. 
Ett oberoende nationellt organ ska övervaka genomförandet och efterlevnaden av konventionen. Det civila samhället ska också vara fullt delaktigt i övervakningsprocessen. Det gäller särskilt människor med funktionsnedsättning och de organisationer som representerar dem.
En särskild internationell kommitté övervakar hur rättigheterna i konventionen efterlevs. Varje land ska rapportera till övervakningskommittén två år efter att ha ratificerat konventionen. Därefter sker rapporteringen om framsteg vart fjärde år.
Varje stat kan välja att underteckna och ratificera ett frivilligt, så kallat fakultativt, protokoll. Staten ger då den enskilde – eller en handikapporganisation – möjlighet att klaga till övervakningskommittén om någon anser att hans eller hennes rättigheter i konventionen är kränkta. Fallet måste ha prövats först i alla nationella rättsliga instanser som till exempel länsrätt, kammarrätt och regeringsrätt, innan det kan gå vidare till övervakningskommittén. 

## Historik
FN:s konventioner gäller alla människor oavsett funktionsnedsättning, men behovet av att förstärka rättigheter för till exempel kvinnor, barn och människor med funktionsnedsättningar har växt fram. 1983–1992 utsåg FN till Fn:s decennium för personer med funktionsnedsättning efter att generalförsamlingen hade antagit ett handlingsprogram 1982 the World Programme of Action concerning Disabled Persons. När programmet skulle utvärderas vid ett möte i Stockholm 1987 ansåg deltagarna att det behövdes ett bindande dokument i form av en särskild konvention. Men istället för en konvention antog generalförsamlingen FN:s standardregler för lika rättigheter för personer med funktionshinder 1993 som inte är juridiskt bindande. 
Efter ytterligare ett förslag från fem ledande internationella handikapporganisationer om att skapa en konvention 2000, fick Mexiko gehör för idén i generalförsamlingen 2001. En så kallad AD HOC kommitté skapades för att arbeta fram en konventionstext och under rekordsnabb tid kunde FN enas om en text redan 2006

### Kritik mot svensk ratificering
Handikappombudsmannen framförde att det var tveksamt om Sverige kunde ratificera konventionen eftersom det saknas svensk lagstiftning som skyddar mot diskriminering på grund av bristande tillgänglighet.  Trots kritiken antog riksdagen propositionen Ds 2008:23 inklusive tilläggsprotokollet utan att göra lagändringar. Hans Ytterbergs utredning Bortom fagert tal - om bristande tillgänglighet som diskriminering (Ds 2010:20) och remissvar behandlas inom Arbetsdepartementet. 